# Stefan Perg
Stefan Perg (* 3. Jänner 1972) ist ein ehemaliger österreichischer Triathlet. Er ist zweifacher Staatsmeister auf der olympischen Distanz (2003, 2006).

## Werdegang
Der Niederösterreicher Stefan Perg fing erst als 23-Jähriger mit dem Triathlon an.

Er wurde 2003 und erneut 2006 österreichischer Staatsmeister auf der Triathlon-Kurzdistanz (1,5 km Schwimmen, 40 km Radfahren und 10 km Laufen). Stefan Perg wurde trainiert von Gerald Dygryn.

2004 wurde er Dritter im Cross-Triathlon beim Xterra Austria.
Er ist liiert mit der Triathletin Carina Prinz (* 1985) und lebt in Mödling.
2008 erklärte Stefan Perg seine aktive Zeit für beendet.

## Sportliche Erfolge
| Datum/Jahr    | Rang | Wettbewerb                                     | Austragungsort        | Zeit     | Bemerkung                                                                                                  |
| ------------- | ---- | ---------------------------------------------- | --------------------- | -------- | --- |
| 3. März 2007  | 5    | ITU African Cup Triathlon                      | Langebaan             | 01:56:40 | hinter dem Franzosen David Hauss                                                                           |
| 30. Juli 2006 | 43   | ITU Triathlon World Cup                        | Salford               | 01:59:39 | hinter dem Australier Brad Kahlefeldt; über die olympische Distanz                                         |
| 20. Aug. 2006 | 1    | ÖTRV Staatsmeisterschaft Triathlon Kurzdistanz | Neufeld an der Leitha |          | Österreichischer Staatsmeister über die Kurzdistanz beim Neufelder Triathlon                               |
| 2006          | 1    | Vienna City Triathlon                          | Wien                  |          | |
| 18. Apr. 2004 | 38   | ETU Triathlon European Championships           | Valencia              | 01:51:38 | Europameisterschaft auf der Kurzdistanz                                                                    |
| 15. Aug. 2003 | 1    | Ausee Triathlon                                | Ausee                 |          | Streckenrekord                                                                                             |
| 21. Juni 2003 | 32   | ETU Triathlon European Championships           | Karlsbad              | 02:02:34 | Europameisterschaft über die olympische Distanz (1,5 km Schwimmen, 40 km Radfahren und 10 km Laufen)       |
| 2003          | 1    | ÖTRV Staatsmeisterschaft Triathlon Kurzdistanz | Wien                  |          | Österreichischer Staatsmeister über die Kurzdistanz auf der Donauinsel im Rahmen des Vienna City Triathlon |
| 2001          | 2    | Ausee Triathlon                                | Ausee                 |          | Zweiter hinter Johannes Enzenhofer                                                                         |
| 5. Juni 1999  | 6    | Triathlon Ober-Grafendorf                      | Ober-Grafendorf       | 01:56:16 | hinter Alexander Frühwirth                                                                                 |

| Datum/Jahr    | Rang | Wettbewerb     | Austragungsort | Zeit     | Bemerkung                            |
| ------------- | ---- | -------------- | -------------- | -------- | ------------------------------------ |
| 19. Juni 2004 | 3    | Xterra Austria | Achensee       | 02:07:17 | hinter dem Franzosen Olivier Marceau |

(DNF – Did Not Finish)